# Alphonse Noirot
Pour les articles homonymes, voir Noirot.
Alphonse Xavier Noirot est un avocat et homme politique français né le 2 février 1833 à Vesoul (Haute-Saône) et mort le 21 septembre 1889 à Paris.

## Biographie
Noirot est franc-maçon, affilié à la loge vésulienne des Cœurs Unis à partir de 1861,,.

## Mandats
- Maire de Vesoul
- Député de la Haute-Saône de 1876 à 1889, il est lors de la crise du 16 mai 1877, l'un des signataires du manifeste des 363.
- Sous-secrétaire d'État à la Justice et aux Cultes du 27 février 1883 au 30 mars 1885 dans le gouvernement Jules Ferry (2)